# Nihil tam absurde dici potest quod non dicatur ab aliquo philosophorum
Nihil tam absurde dici potest quod non dicatur ab aliquo philosophorum è una locuzione latina che si traduce con «Non si può dire niente di talmente assurdo che non sia affermato da qualche filosofo».
È una famosa espressione di Cicerone (De divinatione, 2,58) cara anche a Pascal (Pensieri, 104).